# Ramal Choapa-Salamanca
El ramal Choapa-Salamanca —también conocido como ramal Limáhuida-Salamanca— fue una línea de ferrocarril existente en la región de Coquimbo, Chile, que unía la línea principal del ferrocarril Longitudinal Norte con la ciudad de Salamanca, en la actual provincia de Choapa.

## Historia
El ramal, construido entre 1905 y 1914, originalmente se iniciaba en la estación Limáhuida debido a que por ella pasaba el trazado original del Longitudinal Norte. El tramo entre Choapa y Limáhuida había finalizado su construcción en 1909, y el ramal Limáhuida-Salamanca tenía al momento de su apertura una longitud de 23 km.
En agosto de 1943 fue inaugurado el nuevo trazado del Longitudinal Norte que corría por la costa en la zona de Los Vilos, incorporándose al trazado original en la estación Choapa; de esta forma, el ramal que se dirigía a Salamanca a partir de dicha fecha comenzó a tener la mencionada estación como punto de origen.
En junio de 1975 fueron suprimidos todos los servicios de carga y pasajeros en el ramal, así como también el transporte de pasajeros en la línea principal del Longitudinal Norte. El 24 de septiembre de 1985 fue autorizado el levante total de las vías del ramal.

## Trazado
| Estación   | Km   | Notas                                     |
| ---------- | ---- | ----------------------------------------- |
| Choapa     | 0    |                                           |
| Limáhuida  | 6,7  | Punta de rieles del ramal hasta 1943.     |
| Altamirano | 15,3 | Anteriormente conocida como Los Loros.    |
| Tahuinco   | 22,3 | Descrita en mapas de 1929 como Tiliviche. |
| Mayacún    | 25,9 | También conocida como El Tambo.           |
| Salamanca  | 31,6 |                                           |

## Infraestructura

### Puentes
| Puentes ferroviarios | Puentes ferroviarios         | Puentes ferroviarios                               | Puentes ferroviarios | Puentes ferroviarios | Puentes ferroviarios | Puentes ferroviarios |
| Nombre               | Ubicación                    | Coordenadas                                        | Largo (m)            | Altitud (m s. n. m.) | Año de inauguración  | Imagen               |
| -------------------- | ---------------------------- | -------------------------------------------------- | -------------------- | -------------------- | -------------------- | -------------------- |
| Puente Limáhuida     | Entre Limáhuida y Altamirano | 31°45′50.0″S 71°09′19.9″O / -31.763889, -71.155528 | 28,3                 |                      | 1914                 |                      |
| Puente Choapa        | Entre Tahuinco y Mayacún     | 31°47′43.8″S 71°01′50.7″O / -31.795500, -71.030750 | 258                  |                      | 1914                 |                      |